# Фонтанська дорога
Фонта́нська доро́га — одна з головних магістральних вулиць Одеси, що з'єднує центр міста з Великим Фонтаном.
Назва сучасної вулиці походить від транспортної магістралі, які існувала з 1882 року, коли було зведено маршрут парового трамвая (фактично малий поїзд), який прямував від Куликового поля до курортного Великого Фонтану, з'єднуючи таким чином Малий Фонтан і Середній Фонтан. Відповідно зупинки трамвая називалися станціями, що і збереглося у сучасній Одеській топоніміці — існує 16 станцій Великого Фонтану. У 1908 році паровий трамвай ліквідували й пустили перші бельгійські електричні трамваї — зупинки збереглися й на сьогодні.

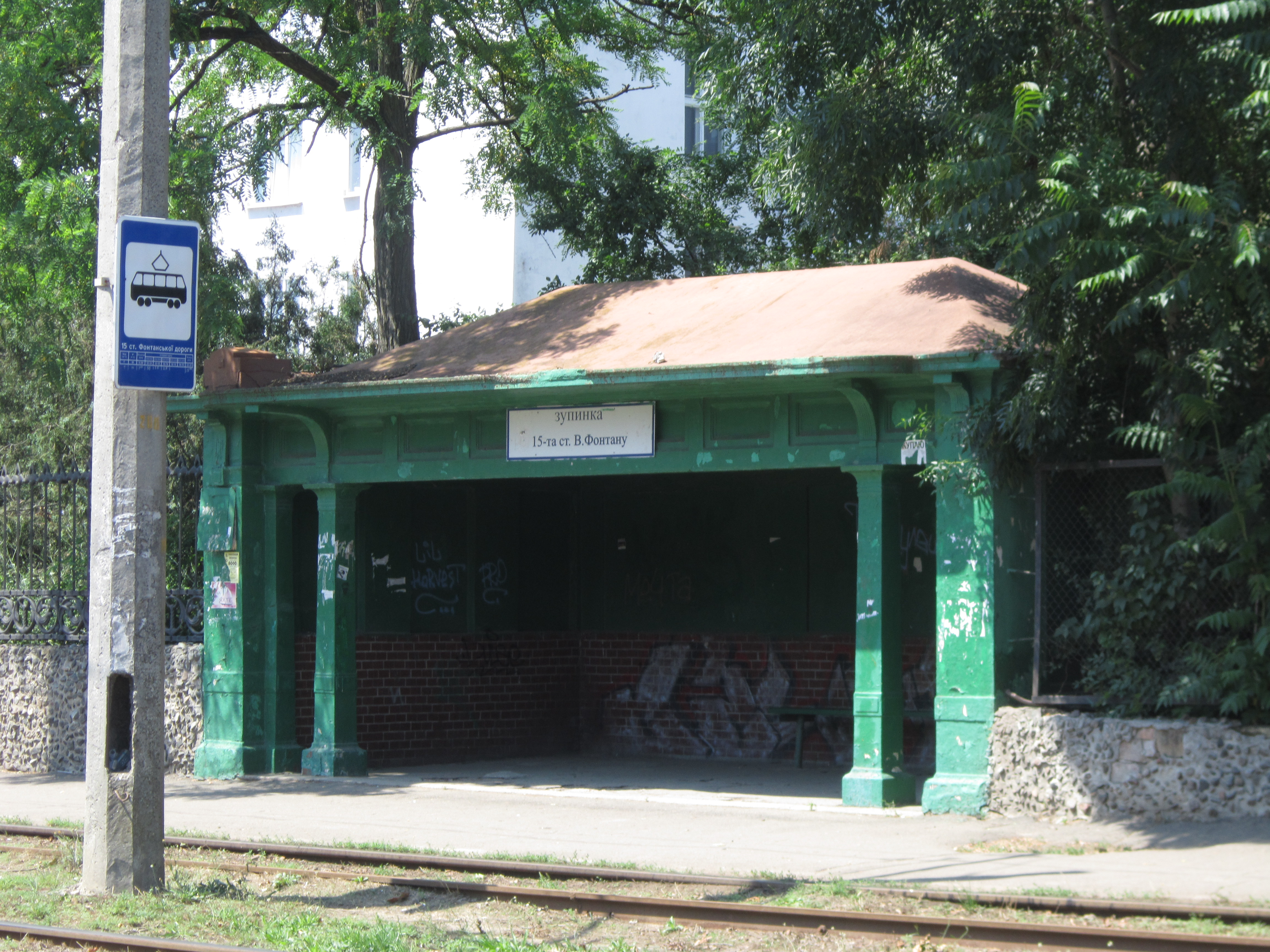
Павільйон зупинки трамвая на 15-й станції Фонтанської дороги

Сучасна вулиця під назвою Фонтанська дорога фактично збігається з лінією трамвая, починається від перетину вулиці Середньофонтанської та проспекту Лесі Українки і тягнеться до вулиці Золотий Берег, що біля мису Великий Фонтан.